# Libby
Libby és una població dels Estats Units a l'estat de Montana. Segons el cens del 2000 tenia 2.626 habitants.

## Demografia
Segons el cens del 2000, Libby tenia 2.626 habitants, 1.132 habitatges, i 669 famílies. La densitat de població era de 798,3 habitants per km².
Dels 1.132 habitatges en un 25,4% hi vivien nens de menys de 18 anys, en un 43,6% hi vivien parelles casades, en un 11,8% dones solteres, i en un 40,9% no eren unitats familiars. En el 36,9% dels habitatges hi vivien persones soles el 18,3% de les quals corresponia a persones de 65 anys o més que vivien soles. El nombre mitjà de persones vivint en cada habitatge era de 2,2 i el nombre mitjà de persones que vivien en cada família era de 2,87.
Per edats la població es repartia de la següent manera: un 24% tenia menys de 18 anys, un 6,4% entre 18 i 24, un 22,2% entre 25 i 44, un 25% de 45 a 60 i un 22,4% 65 anys o més.
L'edat mediana era de 43 anys. Per cada 100 dones de 18 o més anys hi havia 84,7 homes.
La renda mediana per habitatge era de 24.276 $ i la renda mediana per família de 29.615 $. Els homes tenien una renda mediana de 30.174 $ mentre que les dones 19.675 $. La renda per capita de la població era de 13.090 $. Aproximadament el 10% de les famílies i el 16,3% de la població estaven per davall del llindar de pobresa.

## Poblacions més properes
El següent diagrama mostra les poblacions més properes.